# Jan Jáchym Kopřiva
Jan Jáchym Kopřiva (Cítoliby (nu: Louny), Bohemen, 17 februari 1754  – 17 augustus 1792) was een Boheems componist en organist. Hij is een zoon van Václav Jan Kopřiva (1708-1789) en de oudere broer van Karel Blažej Kopřiva (1756-1785).

## Leven
Kopřiva kreeg zijn eerste muziekles van zijn vader Václav Jan Kopřiva, die in Cítoliby cantor en organist was. Zijn echtgenote Anna Magdalena Františka zong als sopraan in het koor van de parochiekerk. Jan Jáchym Kopřiva was cantor en organist in deze kerk. 

## Composities

### Missen, cantates en gewijde muziek
- Missa in D, voor solisten, orkest en orgel

- Gemeinsame Normdatei: 128409347
- International Standard Name Identifier: 0000 0000 5543 945X
- Library of Congress Control Number: n95087845
- Nationale Bibliotheek van Tsjechië: ola2002145235
- Virtual International Authority File: 35507614
- WorldCat: E39PBJfrKdkVgVR6phX7dg8cT3